# Guerras civiles argentinas entre 1832 y 1838
Entre los años 1832 y 1838, hubo en distintos puntos de la Confederación Argentina una serie de enfrentamientos políticos entre facciones del Partido Federal (Argentina), más algunas pocas intervenciones del Partido Unitario. Fueron guerras civiles menos generalizadas, menos masivas y sangrientas que la del período que las precedió, el de la 1828 a 1831, y también que la del período siguiente, la guerra de la época de la Coalición del Norte. De todos modos, durante este período de calma relativa, casi todos los conflictos políticos continuaron siendo resueltos por medio de enfrentamientos armados.

## Fracaso del proyecto de constitución federal
La victoria total del Partido Federal significaba la primera oportunidad histórica para este de organizar la Argentina a su manera. Si las provincias lograban ponerse de acuerdo, simplemente debían sancionar una constitución enteramente federal y organizar su gobierno.
Las influencias políticas predominantes eran las de los tres grandes caudillos: Facundo Quiroga, con decisiva influencia en las provincias cuyanas, La Rioja y Catamarca, y un poco menos influyente en Tucumán y Santiago del Estero; Estanislao López, amo de su provincia y por interpósita persona de Entre Ríos y Córdoba, y con gran influencia en Corrientes y Santiago del Estero; por último estaba Juan Manuel de Rosas, en Buenos Aires.
En Santa Fe se reunió la «Comisión Representativa», con diputados de todas las provincias, y todas ellas suscribieron el Pacto Federal que habían firmado las cuatro del litoral un año antes. Pero Rosas estaba convencido de que las provincias debían organizarse internamente antes de sancionar una organización nacional. También deseaba conservar la preeminencia económica de Buenos Aires a través del control de su Aduana, que era, con mucho, la fuente más importante de ingresos fiscales del país.
Rosas comenzó a tratar de convencer a los demás gobernadores y diputados de su posición, pero no tuvo éxito en un primer momento. Entonces aprovechó las rivalidades entre Quiroga y López para indisponer a los gobiernos provinciales unos con otros. Una imprudente carta del diputado correntino Manuel Leiva le dio la oportunidad de acusarlo de actitudes disolventes; la encendida defensa de que él hizo el gobernador Pedro Ferré solo empeoró las cosas. Pronto Rosas hizo retirar los diputados porteños de la Comisión, y su ejemplo fue seguido por casi todas las provincias.
Como resultado, la organización constitucional fue aplazada indefinidamente, y toda la organización que el país conservó fue la mera delegación de las relaciones exteriores en el gobernador porteño.
Ferré no hizo nada, por el momento, pero los dirigentes de su provincia identificaron a Rosas como su principal enemigo.

### La Revolución de los Restauradores
En Buenos Aires, el primer gobierno de Rosas terminó el 17 de diciembre de 1832. En su lugar fue elegido el general Juan Ramón Balcarce, héroe de la Guerra de Independencia, mientras Rosas organizaba una Campaña al Desierto para debilitar las fuerzas de los indígenas del sur y, en lo posible, ganar tierras. Durante su ausencia, Balcarce intentó librarse de la tutela de Rosas y sus partidarios. Llegó a controlar la legislatura, pero la Revolución de los Restauradores, de octubre de 1833, lo obligó a renunciar.
En su lugar fue elegido el general Juan José Viamonte. La creciente influencia de la Sociedad Popular Restauradora y su brazo armado, La Mazorca, impusieron, paulatinamente y por medios violentos, la supremacía de los partidarios de Rosas. La renuncia de Viamonte y la elección de Manuel Vicente Maza, amigo de Rosas, anticiparon el dominio completo sobre la sociedad de los "federales netos", que desde entonces no solo no volvieron a tolerar disidencias externas, sino que consideraron como traición cualquier gesto de autonomía frente a Rosas. Muchos de los lomos  negros más destacados emigraron a Montevideo, donde se unirían a los unitarios en su lucha contra Rosas a fines de esa década.

### Revolución y represión en Córdoba
Facundo Quiroga había perdido dos batallas contra el general Paz en Córdoba, y culpaba en parte de esas derrotas a Estanislao López, que no lo había ayudado en el momento crucial. Y ahora, López había colocado a un dependiente suyo, José Vicente Reinafé, en el gobierno cordobés, por el solo mérito de haber tenido la fortuna de capturar a Paz.
En septiembre de 1832, el comandante José Manuel Salas, de El Tío, en el noreste de la provincia de Córdoba, junto con Juan Pablo Bulnes, Claudio María Arredondo, yerno del fallecido exgobernador Bustos y los hijos de este, se lanzó a la revolución contra los hermanos Reinafé. Fueron vencidos en una rápida campaña, con batallas menores, en las cercanías de la capital cordobesa.
Poco después de la campaña al desierto de 1833, el general José Ruiz Huidobro, comandante de la columna del centro, dirigió una nueva revolución contra los Reinafé. Esta vez, el objetivo ostensible era volcar la provincia a la influencia de Facundo Quiroga. A mediados de junio de ese año, el coronel Manuel Esteban del Castillo, comandante de la frontera sur de la provincia, marchó hacia la capital provincial; también se les unió Arredondo, en el este de la provincia, y Ramón Bustos en el norte.
Pero la rápida reacción de Francisco Reinafé, que organizó las milicias del norte de la provincia, más la negativa de los comandantes del Río Tercero, Manuel López, y del Río Segundo, Camilo Isleño, desbarataron el plan. Del Castillo fue derrotado en una escaramuza en las afueras de Córdoba. El coronel Isleño cruzó rápidamente la sierra y alcanzó a los fugitivos en Yacanto, donde los derrotó completamente y tomó prisioneros a sus dirigentes. Serían fusilados poco después, con la única excepción de Arredondo. En el norte, también fueron derrotados Ramón Bustos y Francisco Ceballos.
El general Ruiz Huidobro fue llevado a Buenos Aires, donde fue enjuiciado pero más tarde indultado. Los hermanos Reynafé quedaron muy resentidos contra Quiroga –que estaba evidentemente detrás de todas estas conspiraciones– y se propusieron librarse de él en la primera oportunidad. Ésta les llegaría un año y medio más tarde.

### Guerra entre Salta y Tucumán y autonomía de Jujuy
A fines de 1832, el comandante Manuel Puch, partidario de los hermanos Gorriti, dirigió una sublevación de tinte unitario en Salta. El gobernador Pablo Latorre debió huir, pero una semana más tarde, derrotó a Puch en la batalla de Pulares.
En agosto de 1833, el coronel Pablo Alemán, colaborador hasta entonces en el gobierno de Latorre, dirigió una revolución en su contra. Fracasó y se refugió en Tucumán, bajo la protección del gobernador Alejandro Heredia. Aunque Latorre reclamó la entrega de Alemán, Heredia se negó a entregar a su amigo.
En Tucumán, la política moderada del gobernador Heredia permitió la acción política de algunos opositores; uno de éstos, Ángel López, sobrino del general Javier López, intentó derrocarlo. Fue capturado y condenado a muerte, pero Heredia lo indultó unos días más tarde, por intercesión de Juan Bautista Alberdi.
Por otro lado, en Catamarca, el 22 de abril de 1834 fue derrocado el gobernador Valentín Aramburu. Su sucesor, Pedro Alejandrino Centeno, fue desconocido en tal carácter por el gobernador tucumano, que apoyó al comandante de armas, Felipe Figueroa, a nombrar gobernador –tras una segunda revolución– a Manuel Navarro, un amigo de Heredia.
Considerando debilitado a Heredia por la ayuda dada a Catamarca, el gobernador salteño se vengó de la revolución de Alemán: permitió a Ángel López y a su tío Javier organizar un pequeño ejército con el que invadieron Tucumán. Pero éstos fracasaron y huyeron a Bolivia.
Heredia reclamó enérgicamente indemnizaciones –exageradamente elevadas– por los gastos en que había incurrido su provincia ante la invasión de los López. Avanzó hasta el límite con Salta y exigió la renuncia del gobernador Latorre. Este pidió al gobernador porteño que intercediera entre ellos, pero la respuesta tardaría demasiado y tendría consecuencias muy graves.
Ese momento de debilidad de Latorre fue aprovechado por la ciudad de San Salvador de Jujuy y su jurisdicción, que aún eran una dependencia de la de Salta. Sus dirigentes habían intentado separarse de la misma en varias oportunidades, pero nunca lo habían intentado por medio de la violencia.
En noviembre de 1834, los enemigos de Latorre en Jujuy –muy superficialmente identificados con el partido unitario– se reunieron en cabildo abierto. El teniente de gobernador José María Fascio, viendo la decisión tomada, forzó la aceptación de la autonomía por parte de todos los militares y los empleados públicos y se hizo nombrar gobernador de la nueva provincia.
Aprovechando la oportunidad, Heredia reclamó a Latorre que reconociera la autonomía jujeña, y enseguida envió a su hermano Felipe Heredia –a través de los valles Calchaquíes– y al coronel Alemán a invadir Salta al mando de 4000 tucumanos.
Cuando Latorre intentó avanzar hacia el sur, Fascio invadió desde el norte. Como el enemigo más cercano era este, lo enfrentó en la batalla de Castañares. Las fuerzas salteñas eran más poderosas, y seguramente hubieran vencido, pero el coronel Mariano Santibáñez fingió pasarse a las filas de Latorre y, cuando estuvo junto a él, lo hirió con su sable. Los salteños se dispersaron y Latorre fue arrestado (13 de diciembre).
Un grupo de dirigentes salteños depuso a Latorre y eligió en su lugar al anciano coronel José Antonio Fernández Cornejo, un unitario. Fascio regresó a Jujuy, dejando una pequeña escolta en Salta, al mando de Santibáñez, que unos días más tarde hizo asesinar a Latorre en su celda.
El nuevo gobernador salteño reconoció la autonomía jujeña en un tratado firmado en diciembre de 1834. Sin embargo, en marzo del año siguiente Alejandro Heredia invadió Salta con un ejército de 5.000 hombres, lo que forzó a Fernández Cornejo a renunciar siendo reemplazado por Felipe Heredia en febrero de 1836.

### Barranca Yaco y la herencia de Quiroga
Latorre había pedido la intercesión del gobernador porteño Manuel Maza, el cual, por consejo de Rosas, envió al general Facundo Quiroga como mediador. Quiroga solo llegó a Santiago del Estero, donde se enteró de que Latorre había sido vencido y asesinado. Desde allí ayudó a los federales de Salta y Jujuy a reemplazar a sus gobernadores, y con éstos firmó un tratado que reconocía la autonomía de Jujuy. Unos meses más tarde, dos partidarios decididos de Heredia gobernaban las dos provincias del norte: su hermano Felipe Heredia fue nombrado gobernador de Salta, y Pablo Alemán de Jujuy.
Después de esto, regresó hacia el sur; a poco de ingresar en la provincia de Córdoba fue asesinado en el apartado paraje de Barranca Yaco por una partida comandada por el capitán Santos Pérez. Había sido enviado por los hermanos Reynafé, para vengar la revolución en su contra que Quiroga inspirara un año y medio antes.
La noticia del crimen de Barranca Yaco conmovió a todo el país; Rosas fue llamado de urgencia a asumir el gobierno porteño y, ante la grave crisis que se avecinaba, se le concedió la "suma del poder público"; es decir, la dictadura más absoluta, aunque la legislatura siguió funcionando.
Los Reynafé intentaron responsabilizar al santiagueño Ibarra por la muerte de Quiroga, pero pronto quedó claro que eran ellos los responsables. Poco después terminó el período de gobierno de José Vicente Reynafé, y en su lugar fue elegido primeramente Pedro Nolasco Rodríguez, que intentó proteger a los Reynafé. En cuanto se empezaron a hacer averiguaciones, los testigos apuntaron hacia el exgobernador y sus hermanos: por presión de Rosas, Rodríguez renunció y en su lugar fue elegido el coronel Sixto Casanova. Este arrestó a Santos Pérez y a los dos hermanos Reynafé que encontró.
Rosas y Echagüe se negaron a reconocer a Casanova como gobernador, de forma que también este renunció.
El 17 de noviembre, el comandante del Río Tercero, Manuel López, ingresó a la capital provincial y se hizo elegir gobernador. Envió a los hermanos Reynafé a Buenos Aires, para ser juzgados. Francisco Reinafé, el jefe militar del grupo, intentó una defensa, pero fue derrotado en Laguna Larga por el comandante Isleño –el mismo que los había salvado de la revolución de Ruiz Huidobro– y debió huir. Sería el único que se salvaría de ser juzgado y ejecutado.
Poco tiempo después de la muerte de Quiroga, fue descubierto en Mendoza un plan de rebelión, por el cual fue ejecutado el coronel Lorenzo Barcala, entregado por su protector hasta entonces, Domingo de Oro, ministro de gobierno de San Juan. Aldao reclamó el enjuiciamiento de Oro, pero el gobernador Martín Yanzón lo sometió a juicio, en el que fue declarado inocente, y más tarde lo ayudó a escapar a Chile.
Poco después, Yanzón tomó una insólita decisión: en un intento de heredar la influencia y poder de Quioga, invadió con un pequeño ejército la provincia de La Rioja, con ayuda del comandante Ángel Vicente Peñaloza. Contaba con lograr una sorpresa, pero el general Tomás Brizuela lo derrotó en la batalla de Pango.
A continuación, el propio Brizuela invadió San Juan, obligando a Yanzón a huir a Chile. En su lugar fue elegido gobernador de San Juan Nazario Benavídez, un oscuro comandante de milicias, que había huido por una conspiración contra Yanzón y se había escapado a Buenos Aires. Protegido por Rosas, volvió y fue elegido gobernador; llegaría a ser un destacado caudillo durante más de 20 años.
Meses después, también Brizuela asumía como gobernador de La Rioja.

### La hegemonía de Heredia en el norte
A mediados de 1835, Javier López y su sobrino Ángel invadieron Salta desde el norte; cruzaron los Valles Calchaquíes y lograron ingresar en la provincia de Tucumán. Heredia pidió ayuda a las provincias vecinas, pero Figueroa se negó a enviarla.
Sin ayuda, Heredia derrotó a los López y ordenó su fusilamiento, informando a su ministro: 

"acabo de fusilar al general López y a su sobrino don Ángel, porque no he encontrado un punto seguro en la tierra para que en lo sucesivo no continúen haciendo males."

En septiembre, cuando se libró de los López, el caudillo tucumano invadió Catamarca con fuerza de 400 veteranos y 100 auxiliares santiagueños al mando de su hermano Felipe, venciendo al comandante de armas catamarqueño Felipe Figueroa, quien contaba con 1.500 milicianos provincianos, en la batalla de Chiflón. Navarro fue reemplazado por Fernando Villafañe, un coronel riojano, títere de Heredia, que debió aceptar que casi todo el oeste de la provincia fuera incorporado a la provincia de Tucumán, y que declaró a Heredia "Protector" de la provincia que gobernaba.
Desde entonces, Heredia pasó a ser el "Protector de las Provincias del Norte". Sin embargo, no tuvo tiempo de disfrutar su posición. A principios de 1836, debió hacerse cargo del comando del Ejército del Norte en la guerra contra la Confederación Perú-Boliviana.
A principios de 1838, la situación era distinta respecto a la que existía en 1832: Quiroga había muerto y las provincias de San Luis, Mendoza, La Rioja y Santiago del Estero eran gobernadas por gobernadores relativamente autónomos, pero muy dependientes de Rosas. En San Juan y Córdoba, los gobernadores debían su gobierno al propio Rosas. Estanislao López comenzaba a agonizar, por lo que en Entre Ríos, Echagüe prefería depender de Rosas que de un moribundo. En cambio, en el norte, de Catamarca hasta Jujuy, la hegemonía de Heredia era total.

## La guerra en Uruguay y el bloqueo francés del Río de la Plata
La Banda Oriental se había transformado en la República Oriental del Uruguay, un estado independiente. Pero esa independencia no aisló completamente sus problemas de los conflictos internos de la Argentina.

### Guerra entre Lavalleja y Rivera
El general Juan Antonio Lavalleja, héroe uruguayo, jefe de los Treinta y Tres Orientales, había sido desplazado por el general Fructuoso Rivera, que asumió la presidencia en noviembre de 1830. El gobierno de Rivera fue muy desordenado, y la corrupción generalizada causó graves problemas. La desconfianza contra el círculo de los colaboradores del presidente y la pésima gestión financiera llevaron a los partidarios del derrotado Lavalleja a pensar en derrocarlo.
En junio de 1832 hubo un breve alzamiento en Durazno, que fue sofocado con facilidad. En julio, el coronel Eugenio Garzón dirigió un golpe de Estado en la misma capital, pero Rivera logró desarmarlo. En febrero de 1833, con apoyo de los federales porteños, el coronel argentino Manuel Olazábal logró capturar la villa de Melo al frente de 350 hombres. Fue desalojado por el propio Rivera, que lo obligó a huir a Brasil. Lavalleja había apoyado esos movimientos y debió exiliarse en Entre Ríos. 
En marzo de 1834, el general Lavalleja desembarcó cerca de Colonia pero no logró reunir suficiente gente. Por ello recorrió todo el oeste del país hacia el norte, y fue alcanzado por Rivera en las cercanías del río Cuareim. Debió exiliarse en Brasil, de donde regresó a Entre Ríos. 
Por un tiempo aún, el Uruguay permaneció en paz, y en 1835 fue elegido presidente el general Manuel Oribe, partidario de Lavalleja, pero que se había mostrado legalista a favor de Rivera.

### Primera revolución de Rivera
El presidente Oribe intentó llevar adelante un gobierno ordenado; inevitablemente, debió investigar las actuaciones de su antecesor y de sus ministros. La publicación del informe de la comisión investigadora, informando sobre despilfarro y fraudes, causó malestar entre los partidarios de Rivera. Por otro lado, Oribe estaba muy preocupado por mostrarse neutral en el conflicto entre el Imperio del Brasil y los rebeldes de Río Grande do Sul.
Al final de su presidencia, Rivera se había nombrado a sí mismo comandante de campaña, con atribuciones muy independientes del poder presidencial; y declaró que era inamovible en su cargo. Oribe, poco sutilmente, suprimió el cargo. Y también indultó a Lavalleja y sus partidarios, castigados por Rivera. Por un tiempo aún, Rivera aceptó los hechos.
Pero cuando Oribe restauró la comandancia de campaña y colocó en ese puesto a su hermano Ignacio Oribe, Rivera se lanzó a la revolución en julio de 1836, acompañado por varios oficiales argentinos, unitarios y federales antirrosistas. Por un tiempo logró controlar una parte del país, ayudado por la evidente popularidad de que gozaba entre la gente del campo. Pero el 19 de septiembre fue derrotado por Ignacio Oribe y Lavalleja en la batalla de Carpintería y obligado a exiliarse en Brasil. En esa batalla se emplearon por vez primera las divisas tradicionales: blanca para los partidarios de Oribe y coloradas para los de Rivera.
Al año siguiente, Rivera regresó con el apoyo de los caudillos riograndenses, derrotando a Oribe en Yucutujá. Tras su derrotado en la Batalla del Yí, Rivera logró destrozar las tropas de Ignacio Oribe en la batalla de Palmar, del 15 de junio de 1838. En esa batalla participaron muchos oficiales argentinos, entre ellos el general Lavalle, de quien se dijo que dirigió las operaciones.

### El bloqueo francés
El rey Luis Felipe de Francia decidió fundar un nuevo imperio francés de ultramar, provocando y agrediendo a todos los estados que consideró suficientemente débiles. Entre ellos estaba la Argentina: por iniciativa de un diplomático de segunda línea y de un capitán de navío, y con excusas pueriles, exigió al gobernador Rosas el mismo trato que este daba a Inglaterra, entre otras humillaciones. Rosas se negó, y en respuesta, la flota francesa bloqueó el Río de la Plata y sus afluentes en los últimos días de 1837.
Poco después, Francia ofreció levantar el bloqueo a las provincias argentinas que rompieran con Rosas. En junio llegó a Buenos Aires el ministro de gobierno santafesino, Domingo Cullen, con la misión de obtener un acercamiento entre Rosas y el almirante francés; pero negoció con este el levantamiento del bloqueo y el desconocimiento de la autoridad nacional de Rosas. La muerte de Estanislao López lo descolocó políticamente, por lo que huyó rápidamente a Santa Fe.
Cullen se hizo elegir gobernador, pero Rosas y el gobernador entrerriano Echagüe lo desconocieron en ese carácter con la excusa de que era español. Desde Buenos Aires partió el coronel Juan Pablo López, hermano de don Estanislao, que el 2 de octubre derrotó al coronel Pedro Rodríguez del Fresno, leal a Cullen. Este huyó a Santiago del Estero, y López fue nombrado gobernador.
En octubre de 1838, la escuadra francesa capturó violentamente la isla Martín García, pero Rosas siguió negándose a negociar lo exigido por Francia.

### Caída de Oribe
Aprovechando la debilidad del presidente Oribe, el jefe de la escuadra francesa le exigió auxilios para su flota, para mejorar el bloqueo a los puertos argentinos. Pero Oribe decidió mantenerse neutral y negó toda ayuda. En respuesta, el capitán francés bloqueó también Montevideo.
Con su capital sitiada por tierra y por agua, y bajo amenaza de la flota francesa de bombardearla, Oribe presentó su "resignación" el 21 de octubre de 1838: 

"El Presidente Constitucional de la República, al descender del puesto a que lo elevó el voto de sus conciudadanos, declara ante este acto que solo cede a la violencia de una facción armada, cuyos esfuerzos hubieran sido impotentes si no hubieran encontrado su principal apoyo y la más decidida cooperación de la marina militar francesa, que no ha desdeñado aliarse a la anarquía para destruir el orden legal de esta república, que ninguna ofensa le ha inferido a Francia.

Es que Oribe continuaba considerándose investido de la jerarquía presidencial, la que no podía ejercer por circunstancias que le eran ajenas. Esto tendría importancia más tarde. 
Rivera asumió la dictadura, mientras Oribe se trasladó a Buenos Aires, donde Rosas lo recibió como a un presidente constitucional. Por su parte, Rivera fue elegido presidente el 1 de marzo de 1839. La primera medida de su gobierno fue declarar la guerra a Rosas. También rompió su alianza con los caudillos riograndenses, aliándose en cambio con el Imperio del Brasil.